# Ich will den Kreuzstab gerne tragen, BWV 56

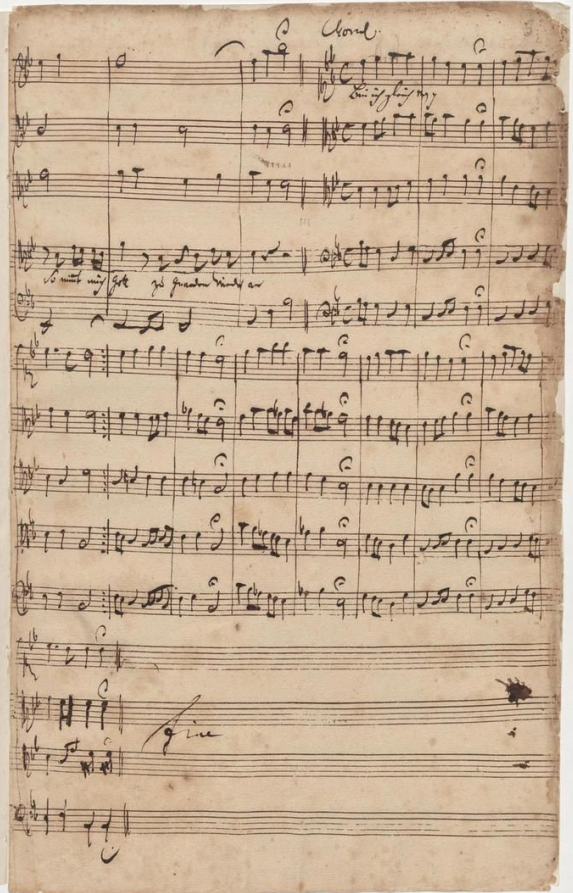
Página final del manuscrito de BWV 55, con el coral final a cuatro voces.

Ich will den Kreuzstab gerne tragen, BWV 56 (Con gusto llevaré la cruz) es una cantata de iglesia escrita por Johann Sebastian Bach en Leipzig para el decimonoveno domingo después de la Trinidad y estrenada el 27 de octubre de 1726.

## Historia
Bach compuso esta obra durante su cuarto año de estancia en Leipzig para el decimonoveno domingo después de la Trinidad. Forma parte de su tercer ciclo anual de cantatas. Se trata de una cantata para la voz de bajo. La partitura original tiene un comentario escrito a mano por Bach "Cantata à Voce Sola e Stromenti" (Cantata para voz solista e instrumentos). Es uno de los escasos ejemplos en que Bach emplea el término musical general "cantata" en su propia escritura. La cantata fue interpretada por primera vez el 27 de octubre de 1726. Una semana antes, había finalizado una cantata para solista mediante un coral, la cantata para alto Gott soll allein mein Herze haben, BWV 169.

## Análisis

### Texto
Las lecturas establecidas para ese día eran de la epístola a los efesios, "vestíos del nuevo hombre, creado según Dios" (Efesios 4:22-28), y del evangelio según San Mateo, la curación del paralítico en Cafarnaúm (Mateo 9:1-8).
El poeta desconocido escribió un texto de una calidad excepcional que alude de forma indirecta al evangelio. Aunque no hay una referencia explícita al hombre enfermo del texto, que es representado como un seguidor de Cristo que soporta su cruz y sufre el tormento hasta que sus pecados son perdonados por Cristo, así en las palabras "Dios enjugará toda lágrima de sus ojos" Apocalipsis 7:17. En consecuencia, la cantata toma como punto de partida el tormento que los creyentes deben soportar. La imagen de la vida como un viaje por mar hacia el Reino de los Cielos en el primer recitativo proviene de la apertura de la lectura del Evangelio: "Entonces, entrando Jesús en la barca, pasó al otro lado y vino a su ciudad" Mateo 9:1. Las afirmaciones acerca de que Dios no abandonará a los fieles en este viaje y les liberará de la tribulación vienen de Hebreos 13:5 y Apocalipsis 7:14.
El tercer movimiento expresa la alegría de estar unido al salvador. El texto deriva de Isaías 40:31: "aquellos que esperan al Señor tendrán nuevas fuerzas; levantarán alas como las águilas; correrán, y no se cansarán; caminarán, y no se fatigarán". Esta alegría, junto con un anhelo de la muerte, es un tema presente hasta el último momento de la obra. El coral de cierre es el sexto verso del himno "Du, o schönes Weltgebäude" escrito por Johann Franck en 1653. Antes del coral, las últimas líneas de aria inicial están tomadas de Apocalipsis 7:17 se escuchan una vez más. Este recurso inusual aparece en varias ocasiones a lo largo del tercer ciclo anual de cantatas.

### Instrumentación
La obra está escrita para una única voz solista (bajo), un coro a cuatro voces; dos oboes, taille o oboe da caccia, dos violines, viola, violonchelo y bajo continuo. El coro solamente aparece en el coral final. Salvo el oboe obbligato en el movimiento 3, los tres oboes doblan a los violines y viola colla parte.

### Estructura
Consta de cinco movimientos.
1. Aria: Ich will den Kreuzstab gerne tragen
2. Recitativo: Mein Wandel auf der Welt / ist einer Schiffahrt gleich
3. Aria: Endlich wird mein Joch / wieder von mir weichen müssen
4. Recitativo: Ich stehe fertig und bereit
5. Coral: Komm, o Tod, du Schlafes Bruder

El aria de apertura sigue la forma bar (AAB), con dos stollen (A) seguidas por un abgesang (B). La primera stollen empieza con un ritornello para la orquesta completa. Anticipa en contrapunto el motivo primero ascendente y después descendente del bajo solista, que se eleva a una angustiosa segunda aumentada que marca la palabra Kreuzstab (Cruz), y sigue con unas suspirantes figuras descendentes que señalan el acto de soportar la cruz. Tras la entrada del solista, con sus líneas melismáticas altamente expresivas, los tres grupos de cuerda y oboes acompañan en contrapunto y respuestas en eco procedentes de motivos del ritornello inicial. El ritornello está tomado de la segunda stollen, pero con variaciones significativas debido a los diferentes textos: "Me lleva después de mis tormentos hacia Dios en la tierra prometida". Después de la repetición del ritornello inicial, el abgesang final ilustra las palabras "Allí al fin pondré mi dolor en la tumba, allí mi Salvador mismo enjugará mis lágrimas". Tresillos declamatorios altamente cargados, que abarcan dramáticamente todo el registro bajo, son respondidos mediante motivos suspirantes en el acompañamiento. Una repetición del ritornello orquestal lleva el aria a su final.
En el segundo movimiento la ondulación del mar se representa en el acompañamiento mediante semicorcheas fluyendo en el violonchelo sobre corcheas repetidas en el bajo continuo. Cuando las espumosas olas llegan a su fin, también lo hace la figuración Alberti, el violonchelo desde ese momento se mueve en largas notas graves mantenidas, que sugieren el arraigo del puerto seguro. El refugio y la seguridad se han alcanzado a pesar de la extendida escala final sobre "vielem" (muchas), que nos recuerda la magnitud del tormento del que nos hemos librado.
El tercer movimiento es un alegre aria da capo, que ilustra el pasaje de Isaías. Es un animado dúo concertante para oboe solo, bajo solo y bajo continuo, lleno de elaboradas coloraturas en las partes solistas. Esta segunda aria es casi tan larga como la primera y, en el contexto más amplio de toda la obra, equilibra los puntos de vista opuestos de confinamiento y la libertad perfectamente "mi yugo debe ser retirado y entonces seré libre". Así, la yuxtaposición del primer y tercer movimientos narra toda la historia, un sentido artístico de haber alcanzado el equilibrio entre la resignada lucha inicial y la máxima libertad y la alegría de la unión con Dios. El oboe obbligato genera un ambiente de alegría, sus retóricos motivos iniciales constituyen la base de gran parte del material musical en desarrollo.
El cuarto movimiento empieza como un recitativo declamatorio para bajo con acompañamiento de cuerda sostenida después de siete compases cambia el compás de 4/4 a 3/4, reanudando una versión simplificada y calmada de la segunda mitad del Abgesang del primer movimiento. No es común que las frases textuales sean reutilizadas en movimientos posteriores por lo que se puede suponer que la intención era hacer especial hincapié en este detalle. De hecho, no es sólo el texto lo que reaparece; Bach también trae de vuelta dos de las ideas musicales iniciales. El primero es el motivo de resignación en corcheas. A continuación, sigue los pasajes de tresillos que formaban el grueso de la tercera sección vocal de ese movimiento. El largo y profundamente afectivo melisma en este movimiento se articula sobre "Trane" (lágrimas).
El coral de cierre es un arreglo a cuatro voces en el que la orquesta dobla las partes vocales. Se trata de una inspirada obra maestra. Está basado en una melodía escrita por Crüger en 1646, toma como metáfora un barco siendo traído a buen puerto, marcando la conclusión del metafórico viaje en la cantata. Bach introduce una síncopa dramática para cada declamación en "Ven, oh muerte, tú hermana del sueño". Y solamente al final de la penúltima línea ese tormento y disonancia se transforman en gloria y armonía, haciendo eco de las palabras "Denn durch dich komm ich herein / zu dem schönsten Jesulein" (pues a través de ti llegaré al bellísimo Jesús).

## Discografía selecta
De esta pieza se han realizado una serie de grabaciones entre las que destacan las siguientes.
- 1964 – Les Grandes Cantates de J.S. Bach Vol. 18. Fritz Werner, Heinrich-Schütz-Chor Heilbronn, Pforzheim Chamber Orchestra, Barry McDaniel. (Erato)
- 1977 – Kantaten: Kreuzstab & Ich Habe Genug. Frans Brüggen, Max van Egmond (Sony)
- 1991 – J.S. Bach: Solokantaten BWV 56, 158, 82. Karl-Friedrich Beringer, Windsbacher Knabenchor, Consortium Musicum, Siegmund Nimsgern (Baier)
- 2001 – J.S. Bach: Complete Cantatas Vol. 17. Ton Koopman, Amsterdam Baroque Orchestra & Choir, Klaus Mertens (Antoine Marchand)
- 2006 – Bach: Kantaten BWV 82, 158, 56. Michael Schneider, Thomanerchor, La Stagione, Gotthold Schwarz (Capriccio)
- 2006 – J. S. Bach: Cantatas through the Liturgical Year Vol. 1, BWV 55, 56, 98, 180. Sigiswald Kuijken, La petite bande, Dominik Wörner (Accent)
- 2013 – Bach Cantatas for Bass BWV 82, 158, 56, 203. Ryo Terakado, il Gardellino, Dominik Wörner (Passacaille)